# Смирнова-Ракитина, Вера Алексеевна
Вера Алексеевна Смирнова-Ракитина (псевдоним В. Слётова)   — советский автор биографических книг и исторических романов.

## Биография
В. А. Смирнова-Ракитина родилась в Вязьме 5 февраля 1908 года. Отец её был преподавателем в мужской гимназии. В 1913 году семья переехала в Кисловодск, куда перевели работать отца. Там прошли детство и юность будущей писательницы. В 1924 году она переехала в Москву. Два года училась во ВХУТЕМАСе, мечтая стать художницей, но учёбу вынуждена была прекратить из-за смерти отца. В 1928 году  окончила курсы графики у художника Ф. Рерберга. Однако художницей так и не стала, около 20-ти лет   работала в журналах. Вышла замуж за известного  писателя  Петра Владимировича Кудрявцева (1897-1981), известного под псевдонимом «Слётов».
Печататься начала с 1933 года под псевдонимом «В. Слётова»,   в соавторстве с мужем   в серии «Жизнь замечательных людей»  вышли  их книги  о М. И. Глинке, М.П. Мусоргском и  Д.И. Менделееве. После долгого перерыва в 1955 году была  издана  книга Смирновой-Ракитиной «Повесть об Авиценне»,  великом энциклопедисте   Абу-Али Ибн-Сине, для чего ей пришлось изучить огромное количество трудов востоковедов. В 1959 году вышел исторический роман «Герасим Лебедев» об известном  русском индологе, лингвисте и музыканте, пребывавшим в Индии с 1785 по 1798 гг. В начале 1960-х  были изданы книга об организаторе советского здравоохранения Владимире Обухе и беллетризованная биография великого русского художника  Валентина Серова

## Издания
- Смирнова-Ракитина В. А. Авиценна (Абу-Али ибн Сина). — М.: Молодая гвардия, 1958. — 235 с. — (Жизнь замечательных людей). — 30 000 экз.
  - Смирнова-Ракитина В. А. Повесть об Авиценне, великом ученом Средней Азии Абу-Али ибн-Сине: враче, математике, астрономе, философе, поэте и музыканте, жившем тысячу лет назад и прославившемся во всем мире. — М.: Советский писатель, 1963. — 448 с. — 75 000 экз.
  - Смирнова В. Ўрта Осиёнинг минг йил маќаддам яшаган жаћоншумул олми-улуѓ ћокими, риёзими, мунажжими, файласуфи, шоири ва бастакори Абу Али Ибн Сино ќиссаси. — Тошкент: Ёш гвардия, 1966. — 397 б. с.
  - Смирнова-Ракитина В. Ўрта Осиёнинг минг йил муќаддам яшаган жаћоншумул олими-улуѓ ћакими, файласуфи, риёзимини, мунажжами, шоири ва бастакори Абу Али Ибн Сино ќиссаси. — Тошкент: Ёш гвардия, 1969. — 400 б. с.
  - Смирнова-Ракитина В.А.  Әбу-Ғали Ибн-Сина. Алматы "Жазушы" 1986  416 с. 10.000экз
  - Смирнова-Ракитина В. А. Повесть об Авиценне. — М.: Армада, 1997. — 441 с. — (Великие ученые). — 12 000 экз. — ISBN 5-7632-0516-2.
- Смирнова-Ракитина В. А. Герасим Лебедев. — М.: Советский писатель, 1959. — 382 с. — 30 000 экз.
  - Смирнова-Ракитина В. А. Герасим Лебедев. — М.: Советский писатель, 1969. — 398 с.
  - Смирнова-Ракитина В. А. Герасим Лебедев. — М.: Советский писатель, 1980. — 357 с.
- Боголепова Л. С., Смирнова-Ракитина В. А. Доктор Обух. — М., 1960.
- Боголепова Л. С., Смирнова-Ракитина В. А. Движение за санитарную культуру. — М.: Знание, 1961. — 32 с.
- Смирнова-Ракитина В. А. Валентин Серов. — М.: Молодая гвардия, 1961. — 336 с. — (Жизнь замечательных людей). — 115 000 экз.
- О ней:
- Смирнова-Ракитина Вера Алексеевна // Трофимов, И. Писатели Смоленщины. - М.: Московский рабочий, 1973. - С. 344.
- Липкин, С. Власть разума // Новый мир. - 1956. - № 7.